# Bűnszövetség
A bűnszövetség a társas bűnelkövetés egyik alakzata. A bűnszövetség a Btk. Különös Részében foglalt egyes bűncselekményeknél minősítő körülményként szerepel, ha pedig nem minősítő körülményként és nincs bűnszervezeti minősítés sem, akkor súlyosító körülmény.
A hatályos Büntető törvénykönyv (2012. évi C. törvény) 459. §-a (értelmező rendelkezések) szerint bűnszövetség akkor létesül, ha két vagy több személy bűncselekményeket szervezetten követ el, vagy ebben megállapodik, és legalább egy bűncselekmény elkövetését megkísérlik, de nem jön létre bűnszervezet

## Minősítő körülményként
A  Btk. Különös Részében minősítő körülményként a következő helyeken szerepel:
- emberi test tiltott felhasználása [175. § (3) bek. c) pont];
- emberrablás [ 190. § (2) bek. b) pont];
- emberkereskedelem [192. § (3) bek. h) pont];
- vesztegetés [290. § (3) bek. b) pont];
- közveszélyokozás [322. § (2) bek. c) pont];
- lopás [370. § (2) bek. b) pont ba) alpont];
- sikkasztás [372. § (2) bek. b) pont ba) alpont];
- csalás [373. § (2) bek. b) pont ba) alpont];
- rablás [365. § (3) bek. d) pont];
- kifosztás [366. § (2) bek. c) pont] stb.

## Elhatárolási kérdések
1. Bűnszövetség akkor létesül, ha két vagy több személy bűncselekményeket szervezetten követ el, vagy ebben megállapodik, és legalább egy bűncselekmény elkövetését megkísérlik, de nem jön létre bűnszervezet;[1]
2. csoportosan követik el a bűncselekményt, ha az elkövetésben legalább három személy vesz részt.[3]

A bűnszövetség és a bűnszervezet mint fogalmak állandóságára mutat, hogy a korábbi Büntető törvénykönyv (1978. évi V. törvény) is szó szerint ezeket a meghatározásokat tartalmazta.
A Legfelsőbb Bíróság IV. számú Büntető Elvi Döntése   értelmezi e fogalmat. Ezek szerint
- a bűnszövetség lényege a bűncselekmények – vagyis egynél több bűncselekmény – szervezett elkövetése; tehát nemcsak egy meghatározott bűncselekménynek, hanem magának a bűnözésnek a megszervezése. Ez a társas bűnelkövetés  a társtettességtől minőségileg eltérő és lényegesen nagyobb társadalomra veszélyességet tükröző bűnelkövetési forma (BJD 3879.).
- A több bűncselekmény szervezett elkövetése vagy az ebben való megállapodás nem feltétlenül jelenti az egymással anyagi bűnhalmazatban álló bűncselekmények megvalósítását is, hanem megállapítható akkor is, ha a bűncselekmények a folytatólagosság egységébe tartoznak vagy pedig az elkövetett bűncselekmények valamely törvényi egységet alkotnak (BJD 634., 3878.), ezért a több emberen elkövetett emberölésre való szervezett megállapodás is megalapozhatja a bűnszövetség létrejöttét.
- Az ismétlődő vagy rendszeres elkövetésre való megállapodás hiányában nem valósul meg bűnszövetség (BJD 635.), vagyis a megállapodás az egyszeri bűnelkövetésben bűnszövetséget még magas fokú szervezettség esetén sem eredményezhet.[2]